# Portugal en los Juegos Europeos de Bakú 2015
Portugal participó en los Juegos Europeos de Bakú 2015 con una delegación de 100 deportistas. Responsable del equipo nacional fue el Comité Olímpico de Portugal, así como las federaciones deportivas nacionales de cada deporte con participación.
El portador de la bandera en la ceremonia de apertura fue el tirador João Costa.

## Medallistas
El equipo de Portugal obtuvo las siguientes medallas:
| Nombre                                     | Deporte               | Competición    |
| ------------------------------------------ | --------------------- | -------------- |
| Oro                                        |                       |                |
| Telma Monteiro                             | Judo                  | –57 kg F       |
| Rui Bragança                               | Taekwondo             | –58 kg M       |
| Marcos Freitas Tiago Apolónia João Geraldo | Tenis de mesa         | Equipo M       |
| Plata                                      |                       |                |
| Fernando Pimenta                           | Piragüismo            | K1 1000 m M    |
| Fernando Pimenta                           | Piragüismo            | K1 5000 m M    |
| João Costa                                 | Tiro                  | Pistola 10 m M |
| João Silva                                 | Triatlón              | Individual M   |
| Bronce                                     |                       |                |
| Beatriz Martins Ana Rente                  | Gimnasia en trampolín | Sincronizado F |
| Equipo                                     | Fútbol playa          | Torneo M       |
| Júlio Ferreira                             | Taekwondo             | –80 kg M       |